# Distrito de San Marcos
El distrito de San Marcos es uno de los dieciséis que integran la provincia de Huari, en el departamento de Áncash, bajo la administración del Gobierno regional de Ancash, en el Perú. 
Limita por el norte con el distrito de Huachis; por el sur con la provincia de Bolognesi; por el este con el departamento de Huánuco y por el oeste con los distritos de Huántar y Chavín de Huántar.

## Historia
El distrito fue creado el 3 de mayo de 1955 mediante Ley 12301 dada en el 2do gobierno del Presidente Manuel A. Odría.

### Versiones sobre su Fundación
Existen dos versiones acerca de la fundación española del pueblo. La primera considera que fue el Almagrista Martín de Mendoza quien fundó el pueblo entre los años 1545 y 1550. La segunda versión sostiene que fue el religioso Fray Gaspar Frías quien fundó el pueblo en 1550.
En la primera versión de acuerdo a la tradición local, el fundador del pueblo, el almagrista Martín Mendoza llegó en 1540 al lugar huyendo de los pizarristas (Diessl, 2004). Se dice que la ubicación del pueblo fue probablemente en un sitio denominado actualmente Shikip, donde se encontraba la población originaria de Collanapincuh (los Pincos de la orilla derecha o los Pincos principales). La capital de San Marcos se construyó a orillas del río Mosna, a una altura de 2 950 m s.n.m., sobre un cono de deyección que produjo la quebrada Carash. En las cercanías de San Marcos, el río Mosna se corta profundamente en las masas aluviónicas que forman el fondo del valle. Los barrancos casi verticales son poco estables y los deslizamientos frecuentes, lo cual explicaría su posterior reubicación.
La segunda versión nace del hallazgo del segundo Libro de Visitas, del religioso Toribio de Mogrovejo. En este libro se halla registrado el nombre de San Marcos de Collanapincus o Cruz Antigua. Nombre inicial de lo que actualmente es San Marcos, nombre que habría sido dado por el religioso Fray Gaspar Frías fundador del pueblo de San Marcos en 1550, en honor al evangelista del mismo nombre.
La primera versión dice que el almagrista Martín de Mendoza consagró el pueblo a la imagen del evangelista Marcos, considerando a este como su patrono. Debido a que él era el santo patrón de su tierra en España. La fiesta de este santo, que tiene como símbolo el león alado, se celebra el 25 de abril de cada año.
Sin embargo, otros autores registran la ubicación inicial de San Marcos en una zona conocida como “Gollana Pincush” o “Cumbre Legendaria”, que actualmente ocuparía el centro poblado de “Huaripampa”. Posteriormente en 1734, los antiguos pobladores decidieron reubicar la ciudad a su actual ubicación por las mejores condiciones geográficas y climáticas.  Además esta sería la entrada al valle de la quebrada Carash donde se tiene una mejor posición para el manejo de los recursos de la zona.
Esta versión también sostendría que entre los siglos XVII y XVIII, la parroquia del pueblo fue trasladada hacia la desembocadura de la quebrada Carash. En este lugar, sitio estratégico en un tingo (unión de dos ríos) y en la puerta hacia la cuenca del Carash, se encuentran sitios arqueológicos importantes; lo cual sostendría que hubo asentamientos prehispánicos de importancia.

### Fundación Política
En cuanto a su fundación como distrito se considera que San Marcos se fundó enforma simultánea con la provincia de Huari, el 14 de mayo de 1821. Esta provincia figura en el Reglamento Provisional del 12 de febrero de 1821 con el nombre de Conchucos Alto y con esa denominación continúa en el Decreto del 21 de junio de 1835, así como en la Ley del 19 de mayo de 1828, siendo los distritos creados: Huari, Chacas, Chavín, Huantar, Llamellín, San Luis y San Marcos. Posteriormente se dan dos leyes: Ley del 19 de noviembre de 1910 por el cual se eleva a categoría de villa al pueblo de San Marcos; más tarde por Ley 12301 del 3 de mayo de 1955 se le otorga a San Marcos la categoría de pueblo.
En el año 1873, Antonio Raimondi visitó San Marcos. Lo describió como un pequeño pueblo con casas de barro construidas sin orden y una pequeña capilla. Esta descripción contrasta con el actual pueblo de San Marcos, capital del distrito, que se construyó a comienzos del siglo XX y que cuenta con calles rectangulares y con una iglesia nueva que se construyó en la década del setenta de ese mismo siglo. Es probable que el pueblo actual y sus jardines se hayan levantado sobre restos de antiguo asentamiento prehispánico.

### Época Colonial
El pueblo de San Marcos fue una zona de haciendas y fundos privados. Antes de la Reforma Agraria gran parte de los terrenos agrícolas y de pastoreo estaban en poder de dos grupos de familias hacendadas (familias propietarias directas de las haciendas y familias arrendatarias de la Beneficencia Pública de Huari). Ambos grupos, rivales entre sí, estaban asentados en el pueblo de San Marcos. Desde ese lugar inspeccionaban sus haciendas y las controlaban mediante capataces.
Simultáneamente, estos grupos eran pequeños mineros artesanales. A su vez, los pobladores de las haciendas eran quienes trabajaban en las minas de Antamina y transportaban el mineral hasta San Marcos mediante animales de carga.
De otro lado, los fundos privados existentes, adquiridos por familias pudientes tres o más generaciones atrás, fueron subdividiéndose con el paso de los años entre familias herederas. Estas familias con derechos sobre parcelas y terrenos de pastoreo cada vez más reducidos terminaron por migrar a Lima u otras zonas del país. Con la reforma agraria, las haciendas fueron adjudicadas a las comunidades campesinas. Si bien una ya existía para aquel entonces, se crearon nuevas comunidades para ese fin.
San Marcos, por su posición céntrica entre los pueblos de Huari (capital de la provincia del mismo nombre) y Chavín, ha sido una parada de descanso en el viaje hacia Huari. Pero también sirve de paso para ir hacia la selva. Esta característica la convirtió en los años ochenta del siglo XX en un punto de paso obligado para los miembros de la agrupación terrorista de tendencia maoísta Sendero Luminoso en su ruta hacia la selva.

### Época Subversiva y Terrorismo
Debido a las incursiones de Sendero Luminoso en el distrito, San Marcos fue considerada zona roja en la década de los ochenta. Incluso, el informe de la Comisión de la Verdad y Reconciliación registró algunos casos de violencia política sucedidos en el distrito. Al respecto, una entrevistada señaló que Sendero Luminoso tuvo una mayor presencia entre 1989 y 1991, y que después su accionar fue disminuyendo hasta desaparecer. Además, precisa, que aquí no se formaron rondas como medio de defensa ante los terroristas sino contra los abigeos, al igual que en Huaripampa; con ello, disminuyó el robo de animales.

## Boom Minero
En la década de los ochenta del siglo XX, comienza la explotación de la mina Contonga, ubicada en la parte alta de la cuenca de Carash. Esta actividad generó cierta demanda de productos agrícolas en esta cuenca, así como de mano de obra, aunque esta última fue insuficiente para absorber la mano de obra disponible. De otro lado, la emigración se incrementó por la violencia política. Entre los emigrantes se encuentran las familias ex hacendadas. Los espacios dejados por estas son ocupados por algunos campesinos que lograron prosperar económicamente y que se constituyeron en una nueva élite del pueblo.
De otro lado, a partir de 1997, comienza la construcción del Proyecto Antamina, en las alturas de San Marcos, en las cabeceras de la cuenca de Carash. La disminución de la violencia política y la presencia de Proyecto Antamina generaron el retorno de algunas familias que emigraron en la década anterior. Estas familias, vinculadas con los ex hacendados, retornaron con miras a obtener poder político y realizar negocios en este nuevo contexto. También se produjo una migración de retorno en busca de empleo .

## Comunidades
Las comunidades campesinas actualmente existentes (Huaripampa y Carhuayoc) son instancias de articulación política. Con la presencia de la Cía. Minera Antamina, asumieron un rol importante en la relación entre la población rural y el proyecto. Como propietarias y negociadoras de áreas que la mina compró, tomaron protagonismo y se fortalecieron como entes de coordinación política.

## Túnel de Kahuish
En lo que respecta a los medios de transporte, hasta 1940, el único medio a larga distancia fue el animal de carga. Los caminos de herradura existentes no servían para vehículos, ni para carretas de tracción animal. Con la construcción de la carretera, que comenzó en 1925 y la perforación del túnel de Kahuish en 1939, el valle del Mosna fue accesible para camiones y camionetas. La carretera permitió el acceso a Chavín de Huantar, San Marcos y Huari. Luego fue prolongada hasta Huantar y Llamellín. Hasta finales del siglo XX no había carreteras asfaltadas en Conchucos.

## Actualidad
Por último, en la actualidad, el distrito de San Marcos es uno de los distritos con mayores recursos financieros en el país, debido al crecimiento del canon minero. Sin embargo, también se debe tener en cuenta que en el distrito existen rivalidades y enfrentamientos entre familias de larga data, y que pueden considerarse como aspectos propios de la cultura local. Un ejemplo de ello fue la disputa en el sector de Yanacancha, entre las comunidades de Huaripampa y Carhuayoc. Se tratan de pugnas de poder que pueden dificultar la consecución de una visión integral de desarrollo, así como su concretización. Estos conflictos trascienden las comunidades y los caseríos, dificultando la comunicación y entendimiento entre los pobladores del distrito.

## Geografía
Tiene una superficie de 556,75 km².

## Centros poblados
La población total del distrito es de 13 607 habitantes con 4 089 viviendas distribuidos en 185 centros poblados.
La capital el pueblo de San Marcos ubicado 2956 msnm tiene una población de 2304 habitantes con 598 viviendas.
| Centro poblado    | Tipo              | Altitud msnm | Habitantes | Viviendas |
| ----------------- | ----------------- | ------------ | ---------- | --------- |
| Yanacancha        | Campamento minero | 4332         | 1866       | 1         |
| Carhuayoc         | Caserío           | 3235         | 988        | 247       |
| Challhuayaco      | Caserío           | 3421         | 451        | 149       |
| Pichu Quenuaragua | Caserío           | 3608         | 451        | 136       |
| Contonga          | Campamento minero | 4482         | 423        | 9         |
| Huaripampa bajo   | Caserío           | 3293         | 311        | 82        |

## Atractivo turísticos
- Sitio arqueológico Antacona, según el arqueólogo César Cerna Lamas, no se puede precisar la cultura a la que perteneció, pero su cronología tentativa corresponde 1100-1450 d.C. Está conformado por estructuras de piedra, formando plataformas ascendente hasta la cima del cerro; igualmente presenta muros de contención que en algunas partes han sido destruidos; la mampostería incluye piedras canteadas y medianas unidas con mortero de barro. Las estructuras tienen formas rectangulares y cuadrangulares, así como algunas estructuras circulares que probablemente se usaron con fines funerarios o almacén.

- Sitio arqueológico Picutupunta, de 2 ha ubicada en el centro poblado de Challhuayco a una altura de 4206 msnm, correspondiente entre 1100 y 1450 d.C. Según el Arqueólogo César Cerna Lamas, no se puede precisar la Cultura. Posiblemente fue construido con fines Religiosos y Militares; sus estructuras de piedra de forma cuadrangular y circular evidencian muros ascendentes hacia la cima del cerro, en plataformas, formando varios niveles en la estructura. Estos están divididos por muros de contención y escalinatas de acceso a los diferentes niveles hasta llegar a la cima del cerro, donde se aprecia una estructura circular en forma de caracol que da la impresión de muros perimétricos que encierran el complejo arqueológico. La mampostería está elaborada en piedras angulosas canteadas y semicanteadas unidas con mortero de barro y dentro del área se puede hallar fragmentos de cerámica esparcidas en la superficie. Las estructuras en algunos casos han sido desmontadas y aparentemente reconstruidas sin tener en cuenta el patrón arquitectónico de la zona.

- Sitio arqueológico Mesapatac, ubicado en el centro poblado de Challhuayaco. Es un lugar de descanso en la ruta hacia Picutupunta. Cronológicamente corresponde al Horizonte Tardío. Cuentan los pobladores que aquí descansaban los Incas, se sentaban en las piedras y una de ellas, la central, servía de mesa para la merienda, para posteriormente seguir el viaje hacia Picutupunta.

- Pinturas rupestres Pintaypunta, ubicados a 4577 msnm, muestra escenas de caza, haciendo uso de hatos y mallas para atrapar vicuñas y venados.

- Huellas de dinosauro, ubicado en el km 80.36 de carretera Conococha-Yanacancha, se trata de 12 huellas fosilizadas (ignitas) en secuencia o pista, pertenecientes a dinosaurios, expuestas sobre una pared de roca en el borde mismo de la citada carretera. La edad del sitio puede ser situada en el cretácico Temprano (130 millones de años). Se trata del yacimiento de huellas de dinosaurio más alto del planeta, al ubicarse a más de 4 600nbsp;msnm. Durante un estudio preliminar de limpieza del sitio, se encontraron varias decenas más de pisadas de dinosaurios, rebasando, hasta ahora, más de un centenar. Manadas de estos animales habrían cruzado una playa lodosa, a orillas de un mar hoy desaparecido, dejando las marcas de sus pisadas, que fueron rápidamente secadas y endurecidas por un sol tropical. Posteriormente, habrían sido cubiertas por arena y más lodo, con lo que se preservaron a través del tiempo geológico, hasta que las máquinas las volvieron a exponer, esta vez al aire frío. En 2006, el Área de Medio Ambiente de la Compañía Minera Antamina realizó un primer estudio para determinar su verdadera naturaleza. Se ejecutaron reproducciones de los especímenes más notables a fin de constituir los tipos. En este reconocimiento se determinó que las huellas originalmente expuestas pertenecían a Dinosaurios Ornitópodo Iguanodontoidea, Sauropterigios, Ictiosaurios y Pterosaurios. Además reconocieron otras tres formas de dinosaurios a partir de huellas presentes a lo largo del muro natural, dos de ellas Terópodos (Carnívoros Bípedos), una de Ornitópodo de talla modesta. Asimismo, se procedió a la ejecución de calcos de las ignitas o series de ignitas de mayor importancia, tanto para fines de identificación como de preservación en caso de eventual destrucción de las originales.

## Festividades
- 12 de octubre: Virgen del Pilar Mamá Pillicha Virgen Peregrina.

## Autoridades

### Municipales
- 2019 - 2022[9]
  - Alcalde: Christian John Palacios Laguna, del Movimiento Regional El Maicito.
  - Regidores:

  1. Andrés Juan Marzano Vega (Movimiento Regional El Maicito)
  2. Amalia Jovita Espinoza Ramírez (Movimiento Regional El Maicito)
  3. Santiago Marino Medina Dionicio (Movimiento Regional El Maicito)
  4. Máxima Olinda Abarca Anaya (Movimiento Regional El Maicito)
  5. Hugo Manolo Vargas Arce (Movimiento Acción Nacionalista Peruano)

Alcaldes anteriores
- 2015-2018: Leonardo Félix Chávez Alfaro
- 2011-2014:[10] Javier Orlandiny Medina Melgarejo, del Partido Alianza para el Progreso (APEP).
- 2007-2010: Félix Solórzano Leyva (muerto en un accidente de tránsito en el año 2009.